# الصحة العقلية في التعليم

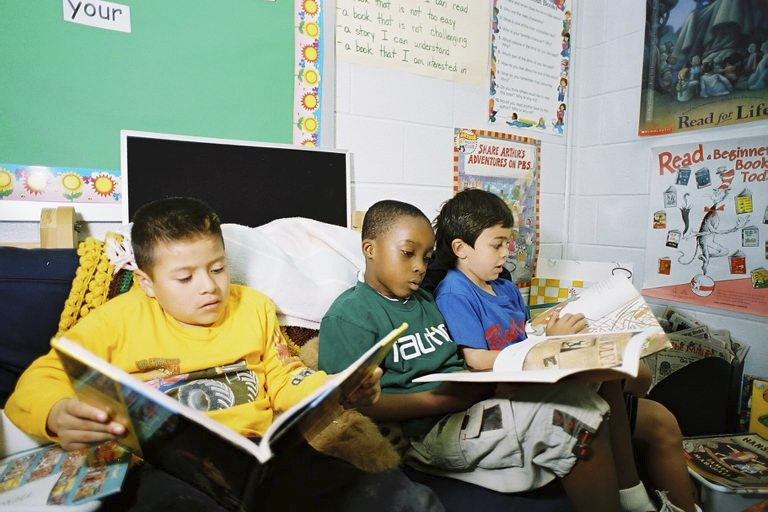
أطفال من الصفوف الإبتدائية في فصل

غالباً ما تعتبر الصحة العقلية مسألة خاصة بالبالغين ولكن في الواقع حوالي نصف المراهقين في الولايات المتحدة مصابين باضطرابات عقلية وحوالي 20% من هذه الحالات مصنفة كحالات «حادة». ومن الممكن أن تسبب أمور الصحة العقلية مشاكل كبيرة للطلاب من ناحية النجاح الأكاديمي والاجتماعي في المدرسة، ويتعامل نظام التعليم حول العالم مع هذا الموضوع بشكل مختلف سواء بشكل مباشر من خلال السياسات الرسمية وغير مباشر من خلال وجهات النظر الثقافية حول الصحة العقلية والرفاهية.

## انتشار مشاكل الصحة العقلية عند المراهقين
حسب ما ذكره المعهد الوطني للصحة العقلية فإن حوالي 46% من المراهقين الأمريكيين الذين تتراوح أعمارهم بين 13-18 سنة سيعانون من بعض أشكال الاضطرابات العقلية، وحوالي 21% سيعانون من اضطرابات صنفت كاضطرابات «حادة» مما يعني أن الاضطراب سيعيق أعمالهم اليومية، ولكن حوالي ثلث هؤلاء المراهقين لن يحصلوا على دعم رسمي للصحة العقلية. ومن أكثر أنواع الاضطرابات شيوعاً بين المراهقين حسب ما ذكره المعهد الوطني للصحة العقلية هو اضطراب القلق (ويتضمن ذلك اضطراب القلق العام والرهاب واضطراب ما بعد الصدمة والوسواس القهري واضطرابات أخرى) مع انتشار مدى الحياة لحوالي 25% من الشباب الذين تتراوح أعمارهم بين 13-18 سنة و6% من هذه الحالات صنفت كحالات «حادة»، ويلي ذلك اضطرابات المزاج (اضطراب الاكتئاب الشديد واضطراب الاكتئاب الجزئي و/أو اضطراب ثنائي القطب) مع انتشار مدى الحياة بنسبة 14% ونسبة 4.7% من هذه الحالات تعتبر «حادة» بين المراهقين. ويكون تأثير هذا الانتشار الكبير بمعدلات انتحار مرتفعة بين المراهقين حيث يعد الانتحار في الولايات المتحدة ثاني سبب رئيسي للوفاة بين المراهقين الذين تتراوح أعمارهم بين 10 إلى 24 سنة، ويموت الكثير من المراهقين بسبب الانتحار أكثر من السرطان وأمراض القلب والإيدز والعيوب الخلقية والجلطات والالتهاب الرئوي والإنفلونزا ومرض الرئة المزمن مجتمعة. وقد بلغ متوسط عدد محاولات الانتحار أكثر من 3.470 محاولة لطلاب المراحل الدراسية من الصفوف 9-12، وتحدث بعض حالات الانتحار بسبب كلي أو جزئي من الإجهاد الذي يتعرضون له أثناء الدراسة، وهناك اضطراب شائع مشابة وهو اضطراب نقص الانتباه وفرط النشاط والذي يتم تصنيفه على أنه اضطراب يحدث في مرحلة الطفولة ولكن في كثير من الأحيان ينتقل إلى مرحلة المراهقة والبلوغ ويبلغ معدل انتشار هذا الاضطراب لدى المراهقين الأمريكيين نسبة 9% و 1.8% منها تعتبر حالات «حادة».

## التأثيرات على الأكاديميين والحياة الدراسية
من الممكن أن تؤدي الاضطرابات العقلية إلى العديد من المشاكل الأكاديمية مثل ضعف الحضور والصعوبات الأكاديمية وضعف التكامل الاجتماعي ومشاكل التكيف مع المدرسة ومشاكل ضبط السلوك ومشاكل في الاهتمام والتركيز، حيث يبلغ طلاب المدارس الثانوية الذين يحصلون على نتائج إيجابية في فحص الاختلال النفسي الاجتماعي ثلاثة أضعاف عدد أيام الغياب والتأخير عن الطلاب الذين لا يعانون من اختلال وظيفي، أما الطلاب الذين لديهم مستويات عالية من الإجهاد النفسي والاجتماعي هم أكثر عرضة لأنهم يعتبرون أنفسهم غير أكفاء أكاديمياً وهذا يؤدي إلى ارتفاع معدلات التسرب من الدراسة وانخفاض الإنجاز الأكاديمي بشكل شامل بالإضافة إلى المشاكل الأكاديمية والاجتماعية المحددة المتعلقة باضطرابات متعددة.

### القلق
إن الطلاب الذين يعانون من اضطرابات القلق يعتبرون إحصائياً أقل احتمالا للالتحاق بالكلية من الطلاب غير المصابين بها، والطلاب الذين يعانون من الرهاب الاجتماعي هم أكثر عرضة للإخفاق في الصف أو عدم إنهاء المرحلة الثانوية أكثر من الطلاب الذين لا يعانون من هذه الحالة. ويظهر القلق في العديد من نفس الطرق لاضطراب نقص الانتباه وفرط النشاط، وبذلك فإن الطلاب الذين يعانون من اضطرابات القلق غالباً ما يواجهون مشاكل في التركيز وتصفية المؤثرات الخارجية المشتتة وإكمال المهام متعددة الخطوات أو المعقدة، وبالإضافة إلى ذلك يمكن أن تمنع اضطرابات القلق الطلاب من البحث أو تكوين روابط اجتماعية، وهذا الأمر قد يؤثر سلبًا على شعور الطلاب بالانتماء إذ يؤثر بدوره على تجربتهم المدرسية وأدائهم الأكاديمي. وقد يعاني الطلاب من القلق الاجتماعي والذي قد يمنعهم من الخروج وخلق علاقات جديدة مع أشخاص جدد أو أي رد فعل اجتماعي قد يواجهونه.

### إدمان الكحول
من الممكن أن يؤثر استهلاك الكحول المستمر على الصحة العقلية للطالب وقد تؤدي المبالغة في الشرب إلى إدمان الكحول وذلك بدوره قد يؤثر على الصحة العقلية للأشخاص من خلال اعتمادهم عليها مما يجعلهم يشربون قبل أداء أعمالهم المدرسية.

### الاكتئاب
«ارتبطت درجات الاكتئاب المرتفعة بانخفاض مستوى التحصيل الدراسي والقلق الدراسي المرتفع وتزايد الإيقافات المدرسية وانخفاض القدرة أو الرغبة في إكمال الواجبات المنزلية والتركيز والحضور للصف» ذلك وفقاً للمركز الوطني لفحوصات الصحة العقلية في جامعة كولومبيا. ويمكن أن تصعب أعراض الاكتئاب على الطلاب مواكبة الأعباء الدراسية أو حتى إيجاد الطاقة لمواصلة اليوم الدراسي كاملاً. ويواجه الطلاب في الكلية تحديات يومية تجعلهم يشعرون بالإرهاق سواء كان بكثرة الواجبات المنزلية أو الحنين إلى الوطن أو حتى العلاقات، فإن الكلية هي بالتأكيد رحلة مليئة بالعواطف ويمكن أن يسبب لهم الاكتئاب مشاكل في الصف مثل إكمال عملهم أو حتى الحضور للصف على الإطلاق.

#### الانتحار
يشير مكتب الولايات المتحدة للإحصائات الحيوية إلى أن الانتحار في الولايات المتحدة يتجاوز 600 طفل تتراوح أعمارهم بين 10 إلى 19 عاماً في السنة، وتقدر بعض الأبحاث أنه مقابل كل محاولة انتحار ناجحة في مرحلة المراهقة هناك ما بين 50 و100 محاولة فاشلة. وكشفت معظم حالات الانتحار التي تم الإبلاغ عنها في ولاية أوهايو في الفترة من سنة 1963 إلى 1965 أنها تميل إلى أن تكون منبوذة اجتماعيا (لم يلعبوا أي رياضة ولم يكن لديهم هوايات ولم يكونوا جزءاً من أي نادي)، وأشاروا أيضاً أن نصف هؤلاء الطلاب كانوا في حالة فشل أو شبه فاشلين بحلول وفاتهم. إن هذه الفترات من الفشل والإحباط تقلل من مفهوم الذات إلى درجة لا يكون لديهم فيها أي معنى لقيمة ذواتهم، في الواقع إن الطلاب الذين يرون أن أدائهم الأكاديمي «فاشل» هم أكثر عرضة ثلاث مرات لمحاولة الانتحار من أولئك الذين يرون أن أدائهم مقبول.

### اضطراب نقص الانتباه وفرط النشاط(ADHD)
تعتبر اضطرابات الانتباه المتنبئ الرئيسي لنقص التحصيل الدراسي حيث يميل الطلاب المصابون باضطراب نقص الانتباه وفرط النشاط إلى مشكلات في إتقان السلوكيات والممارسات المطلوبة منهم من نظام التعليم العام في الولايات المتحدة مثل القدرة على الجلوس بهدوء أو تعريض أنفسهم لأداء مهمة واحدة مركزة لفترات طويلة ويشبه ذلك إلى حد كبير القلق، فيمكن أن يعني اضطراب نقص الانتباه وفرط النشاط أن الطلاب يواجهون مشاكل في التركيز وازالة المؤثرات الخارجية المشتتة واكمال المهام الكبيرة حتى الانتهاء منها ويمكن أن يواجه هؤلاء الطلاب أيضاً صعوبة في إدارة الوقت والتنظيم.

## السياسات في المدارس العامة

### الولايات المتحدة
لقد قامت الولايات المتحدة بالكثير من عمليات جمع البيانات وإنشاء الإحصائات حول ما يمكن أن يضعف من الصحة العقلية للطالب، ولكن لم يتم سوى وضع القليل من السياسات المعروفة على المستوى الوطني، ويبدو أن أنظمة المدارس داخل الولايات المتحدة إما على مستوى الولاية أو المدينة أو المقاطعة تتخذ عادة قرارات بشأن سياسات الصحة العقلية التي ينبغي إدراجها. وكانت هناك شعبية متزايدة مع خدمات الصحة العقلية المدرسية في الولايات المتحدة في أنظمة المدارس العامة حيث ان المدارس تقوم بتوفير هذه الخدمات للطلاب للحصول على الرعاية الصحية العقلية وهذا المفهوم يسمح للطلاب بالوصول إلى الخدمات التي يمكن أن تساعدهم على فهم وتخطي أي من الضغوطات التي قد يواجهونها داخل مدرستهم ويعتبر ذلك أيضا فرصة أفضل للتدخل لمساعدة الطلاب الذين يحتاجون إليها.

### كندا
أما في كندا فتسلط إستراتيجية الصحة العقلية الضوء على أهمية تعزيز الصحة العقلية والحد من علاماتها والاعتراف المبكر بمشكلات الصحة العقلية في المدارس كأولوية (لجنة الصحة العقلية، 2012). وأوصت لجنة الصحة العقلية في كندا بتطبيق مبادرات الصحة المدرسية الشاملة والصحة النفسية بعد المرحلة الثانوية التي تعزز من الصحة العقلية والوقاية للأشخاص المعرضين للخطر ويعتبر التركيز الرئيسي على التنظيم المدرسي لترويج الصحة العقلية الايجابية لجميع الطلاب بدلا من مجرد القيام بذلك فقط للطلاب الذين يعانون من مشاكل في الصحة العقلية، ويعتبر ذلك إجراء وقائي لأنه يسعى إلى تعزيز الصحة والتنظيم العاطفي لجميع الطلاب لتجنب مشاكل الصحة العقلية من الحدوث أو التزايد.

### بوتان
بدأت الجهود العظيمة في بوتان لتطوير التعليم في عام 1961 بفضل يوجين وانجشوك وإدخال خطة التنمية الأولى التي توفر التعليم الابتدائي المجاني وبحلول عام 1998 تم إنشاء 400 مدرسة وكانت دروس الطلاب وكتبهم ولوازمهم المدرسية وادواتهم وموادهم الغذائية كلها مجانية للمدارس الداخلية في فترة الثمانينات، وقدمت بعض المدارس ايضاً الملابس لطلابها وأتاحت مساعدة برنامج الغذاء العالمي التابع لمنظمة الأمم المتحدة للأغذية والزراعة تقديم وجبات مجانية في منتصف النهار في بعض المدارس للبلاد والتي هي في طليعة السياسات التنموية وهي مسؤولية الحكومة. وتنص المادة 9 من دستور بوتان على أن «يجب على الدولة أن تسعى إلى تعزيز تلك الشروط التي من شأنها ان تمكن السعي للسعادة القومية الاجمالية».

#### السعادة القومية الإجمالية
ترتكز السعادة القومية الاجمالية في بوتان على أربعة مبادئ: التنمية الاقتصادية المستدامة والعادلة والحفاظ على البيئة والحفاظ على الثقافة وتعزيزها والحكم الرشيد، وينص دستورهم على ان الدولة سوف توفر خدمات الصحة العامة المجانية من خلال نظام صحي ثلاثي يوفر خدمات وقائية وتشجيعية وعلاجية. وبسبب هذه السياسة فقد تمكنت بوتان من القضاء على اضطراب نقص اليود في عام 2003 والجذام في عام 1997 وحققت تحصيناً للأطفال في عام 1991 وأصبحت أول دولة تحظر التبغ في عام 2004 وانخفضت حالات الملاريا من 12.591 حالة في عام 1999 إلى 972 حالة في عام 2009. إن القضاء على هذه الأمراض والدفع القوي للسعادة القومية الاجمالية يسمح لجميع الناس (بما في ذلك المراهقين الذين حصلوا على العديد من الأدوات الضرورية والتعليم المجاني) بأن يعيشوا بسعادة أكثر.

### المملكة المتحدة
تعمل وزارة التعليم في المملكة المتحدة على تطوير نهج تنظيمي كامل لدعم الصحة العقلية والتربية الشخصية، واستعرض تقرير مشترك نشر في شهر أكتوبر سنة 2017 من وزارتي التعليم والصحة يوضح هذا المنهج فيما يتعلق بتدريب الموظفين ورفع الوعي حول تحديات الصحة العقلية التي يواجهها الأطفال ومشاركة الوالدين والأسرة في الصحة العقلية للطلاب.

### سنغافورة
هناك برنامج في سنغافورة يدعى "ريتش" وهو يسعى لتوفير مساعدات للطلاب الذين يعانون من الامراض العقلية، ويقول اقتباس من موقع ريتش: "اغلبية الأطفال والمراهقين لا يعانون من مرض عقلي ومع ذلك فإنه عندما يتم تشخيص طالب سيقوم مستشار المدرسة بالتشاور مع فريق إدارة الحالات بالمدرسة بالنظر في إدارة رعاية الطالب وعند الضرورة فسوف يقدم أخصائيين التوجية وعلماء النفس التربوي من وزارة التعليم دعماً إضافياً.
وقد تمت دعوة منظمات الرعاية التطوعية في عام 2010 بالتعاون مع المجلس الوطني للخدمة الاجتماعية للانضمام إلى هذه الشبكة لتقديم الدعم المجتمعي والسريري للاطفال المعرضين للخطر حيث قد يحتاج الطلاب أو الأطفال الذين يعانون من مشاكل عاطفية وسلوكية شديدة إلى المزيد من المساعدة، ويتعاون فريق "ريتش" مع مرشدين المدرسة ومنظمة الرعاية التطوعية لتوفير التدخلات المدرسية المناسبة لمساعدة الطلاب، وتقوم هذه المساعدات المدرسية في كثير من الاحيان بتوفير المساعدة المطلوبة في الوقت المناسب التي يحتاجها الطلاب أو الأطفال وقد يكون من الضروري إجراء المزيد من التقييمات أو العلاجات المتخصصة للحالات الأكثر شدة ويمكن إحالة الطالب أو الطفل إلى عيادة ارشاد الطفل بعد تقييم من قبل فريق ريتش وقد يكون من الضروري إجراء المزيد من التقييم أو العلاج المتخصص في الحالات الأكثر حدة. ويمكن إحالة الطالب أو الطفل إلى عيادة إرشاد الطفل بعد التقييم من قبل فريق ريتش للوصول إلى المزيد من التقييم النفسي وتقديم التدخلات المناسبة وقد تشمل هذه التدخلات الأدوية أو العلاج النفسي والعمل الجماعي أو العائلي وتقييمات إضافية"

### المكسيك
لم تعتبر الصحة النفسية تقليدياً جزءاً من الصحة العامة في المكسيك بسبب الأولويات الصحية الأخرى ونقص الوعي حول الحجم الحقيقي لمشاكل الصحة العقلية ومنهجية معقدة تشمل تدخل القطاعات الأخرى بالإضافة إلى قطاع الصحة العامة، ومن بين الوثائق الرئيسية التي توقعت التغيير في السياسة كان تقرير مقدم من مؤسسة الصحة المكسيكية في عام 1995 والذي فتح مناقشة فعالة للغاية وأدخلت مبادئ أساسية لتحسين الصحة وعناصر لتحليل الوضع الصحي المتعلق بقرار منهجية الامراض واقتراح استراتيجي يتضمن توصيات متزامنة لإصلاح النظام. وتملك المكسيك إطار مرجعي قانوني واسع يتعلق بالصحة والصحة العقلية وتتمثل الأهداف في تعزيز النمو النفسي الاجتماعي لمجموعات سكانية مختلفة والحد من آثار الاضطرابات السلوكية والنفسية وينبغي تحقيق ذلك من خلال تدخلات متدرجة ومكملة وفقاً لمستوى الرعاية وبمشاركة منسقة من القطاع العام والاجتماعي والخاص في البيئات المحلية والحكومية والوطنية، وتنظر الخطوط الاستراتيجية في تدريب وتأهيل الموارد البشرية والنمو وإعادة التأهيل وإضفاء الطابع الإقليمي على شبكات خدمات الصحة العقلية وصياغة المبادئ التوجيهية والتقييم مع الأخذ بعين الاعتبار جميع الفئات العمرية وأيضا مجموعات فرعية محددة (مجموعات السكان الأصليين والنساء وأطفال الشوارع والسكان في مناطق الكوارث) وغيرها من الأولويات الإقليمية والحكومية.

### اليابان والصين
يركز نهج الصحة العقلية في اليابان والصين على مجموعة من الطلاب مثل الأهداف الوطنية لهذه الدول الآسيوية والأمر المماثل في الولايات المتحدة حيث أن هناك الكثير من الأبحاث التي أجريت في مجال الصحة العقلية للطلاب ولكن ليس هناك الكثير من السياسات الوطنية لمنع وتقديم المساعدة في معالجة مشاكل الصحة العقلية التي يواجهها الطلاب. ويواجة الطلاب اليابانيون ضغوطاً أكاديمية كبيرة وفقاً لما يفرضه المجتمع والأنظمة المدرسية، وقد جمعت الشرطة اليابانية في عام 2006 مذكرات كتبها الطلاب الذين قاموا بالانتحار في تلك السنة وقد أشاروا فيها إلى أن الضغوط الدراسية الكثيرة كانت هي المصدر الاساسي لمشاكلهم وإضافة إلى ذلك، فإن ديناميكية التفكير الجماعي -وهي القوة المركزية للمجتمع الياباني حيث يتم التضحية بهوية الفرد من أجل المنفعة الفعالة لمجموعة أكبر- تؤدي إلى وصم التفرد وكما أوضح الدكتور كين تاكاوكا طبيب الأمراض العقلية للأطفال لشبكة سي ان ان حيث أن المدارس تعطي الأولوية للجماعة وقال:«سوف يعاني الأطفال الذين لا ينتمون إلى مجموعة».

## التخفيف وتعزيز التكيف

### الوقاية
قد تحتاج بعض المدارس إلى إدراك أنها ليست مجرد مؤسسة، ولكن الغرض منها هو المساعدة في تشكيل حياة الطلاب والسماح لهم بالمشاركة الفعالة في الجانب الاجتماعي لهذه البيئة. ومن الممكن أن يطغى ذلك على الجانب الأكاديمي من الناحية النفسية، ولكن في كثير من الأحيان يتم الاهتمام به. وتعتبر الألعاب الرياضية وعلاقات أعضاء هيئة التدريس بالطلاب والأندية والنشاطات الاجتماعية الأخرى مهمة حتى لا يتم ترك أي طالب في حالة «إهمال اجتماعي سنة بعد الأخرى». يمكن أن تكون ضغوط المدرسة والأنشطة الغير منهجية والعمل والعلاقات مع الأصدقاء والعائلة من الأمور التي يصعب على الفرد ادارتها وفي بعض الاحيان يمكن أن يكون الامر مرهقا ومن اجل منع هذه المشاعر الغامرة من التحول إلى مشكلة صحية عقلية فإن اتخاذ اجراءات لمنع هذه العواطف من التصاعد يعد أمر امر ضروري. إن البرامج المدرسية التي تساعد الطلاب في تنظيم العواطف وإدارة الضغوطات وحل النزاعات والتأقلم الفعال وإعادة الهيكلة المعرفية تعتبر من بعض الطرق المقترحة التي تمنح الطلاب الموارد التي يمكن أن تعزز صحتهم العقلية (لجنة الصحة العقلية، 2012). يجب على المعلمين أن يولوا اهتماماً كبيراً لصحة طلابهم كما يهتمون بالجانب الأكاديمي لضمان تهيئة طلابهم للنجاح في المستقبل.

### الانتماء
قد يكون الانتماء في البيئة المدرسية من أهم العوامل ذات الصلة التي تؤثر على أداء الطلاب في البيئة الأكاديمية وقد يزيد الضغط المتصل بالدراسة وزيادة التوقعات الأكاديمية من الإجهاد وبالتالي يؤثر بشكل سلبي على أدائهم الأكاديمي، وقد تبين أن فقدان القبول الاجتماعي يؤدي إلى انخفاض الاهتمام والمشاركة لأن الطلاب يجدون صعوبة في المشاركة في البيئات التي لا يشعرون فيها بالتقدير والترحيب.